# Santa Maria della Consolazione (Todi)

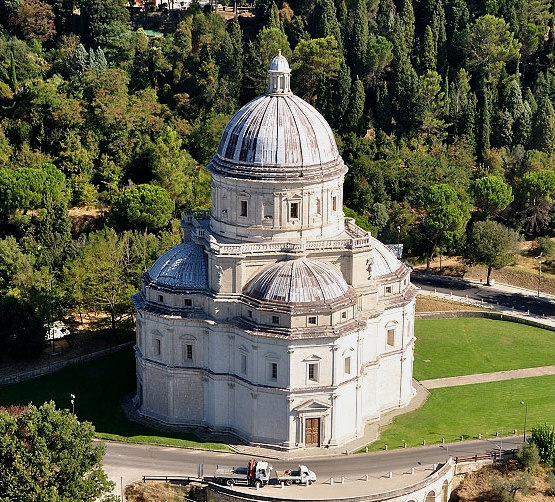
Luchtbeeld

De Chiesa of Tempio di Santa Maria della Consolazione is een bedevaartskerk gewijd aan Onze-Lieve-Vrouw van Troost in de Italiaanse stad Todi in Umbrië. Ze is gebouwd van 1508 tot 1607 en behoort architecturaal tot de hoogrenaissance. Het is een gave centraalbouw op een Grieks kruis.

## Geschiedenis
De aanleiding voor de bouw waren wonderen die zich in 1508 begonnen voor te doen rond een muurschildering van Maria in een verlaten klooster buiten Todi. Een zekere Iolo di Cecco zou het zicht in zijn aangetaste oog hebben teruggekregen toen hij erin wreef met het doek waarmee hij het fresco had vrijgemaakt. Onder impuls van Ludovico degli Atti vormden de edelen van Todi een lekencongregatie om een kerk op te richten buiten de stadsmuren waar het schilderij een plaats zou krijgen. Nog hetzelfde jaar begonnen de graafwerken. Er ontstond een volksverering, aangemoedigd door aflaten en vanaf 1509 door een jaarlijkse processie op derde Pinksteren. Als bedevaartsoord bezorgde de Santa Maria della Consolazione het kleine Todi behoorlijk wat uitstraling.
Hoewel er geen documentair bewijs van bestaat, wordt het auteurschap van het bouwproject vaak in verband gebracht met de renaissance-architect Bramante, die kort voordien gelijkaardige plannen had ontworpen voor de Sint-Pietersbasiliek in Rome. Ze kenden slechts een begin van uitvoering, maar misschien circuleerden ze en boden ze inspiratie voor het project in Todi. In 1574 was er in Todi een maquette van de Santa Maria della Consolazione die werd toegeschreven aan Bramante. De bronnen wijzen uit dat opeenvolgende architecten aan de kerk hebben gewerkt. Het eerste ontwerp was van Cola da Caprarola (1508-1515), een nederige meester-timmerman. Voorts zijn betalingen gedocumenteerd aan Bramantes voormalige assistent Baldassarre Peruzzi (1518), Antonio da Sangallo de Oudere en de Jongere (1531-1532), Vignola (1565), Galeazzo Alessi (1567) en Ippolito Scalza (1584-1597).
Het werk aan de koepel begon in 1584 met een houten model van Guglielmo Portoghese, dat vervolgens werd voorgelegd aan de expertise van Scalza. De kerk was gereed in 1607. Om praktische redenen werd zes jaar later aan de noordkant nog een sacristie toegevoegd, maar ze verbrak de harmonie en is in 1862 weer verwijderd.

## Architectuur
De kerk heeft een centraal grondplan in de vorm van een Grieks kruis, wat afweek van de traditie om kerken langwerpig te maken. Deze afwijking was niet zo uitzonderlijk voor Mariakerken (het Pantheon was in 609 ingewijd als Maria ad Martyres), maar hield ook verband met een nieuwe beweging in de Pauselijke Staat om Maria's verblijfplaatsen te reconstrueren. In Todi ging het om de Tempel van Salomo, waar men haar huwelijk met Jozef situeerde. In navolging van Raffaello en Perugino stelde men zich deze tempel voor als de polygonale Rotskoepelmoskee. Het ontwerp van de Santa Maria della Consolazione realiseerde eveneens een ideale symmetrie op meerdere assen. Vier verlichte apsissen in de vorm van halfkoepels schikken zich als de armen van een kruis rond een middenblok, dat bovenaan een vierkant terras heeft waarop een trommelkoepel met een lantaarn verrijst. De noordelijke apsis met het Maria-icoon is perfect rond, de andere drie hebben een polygonale vorm.

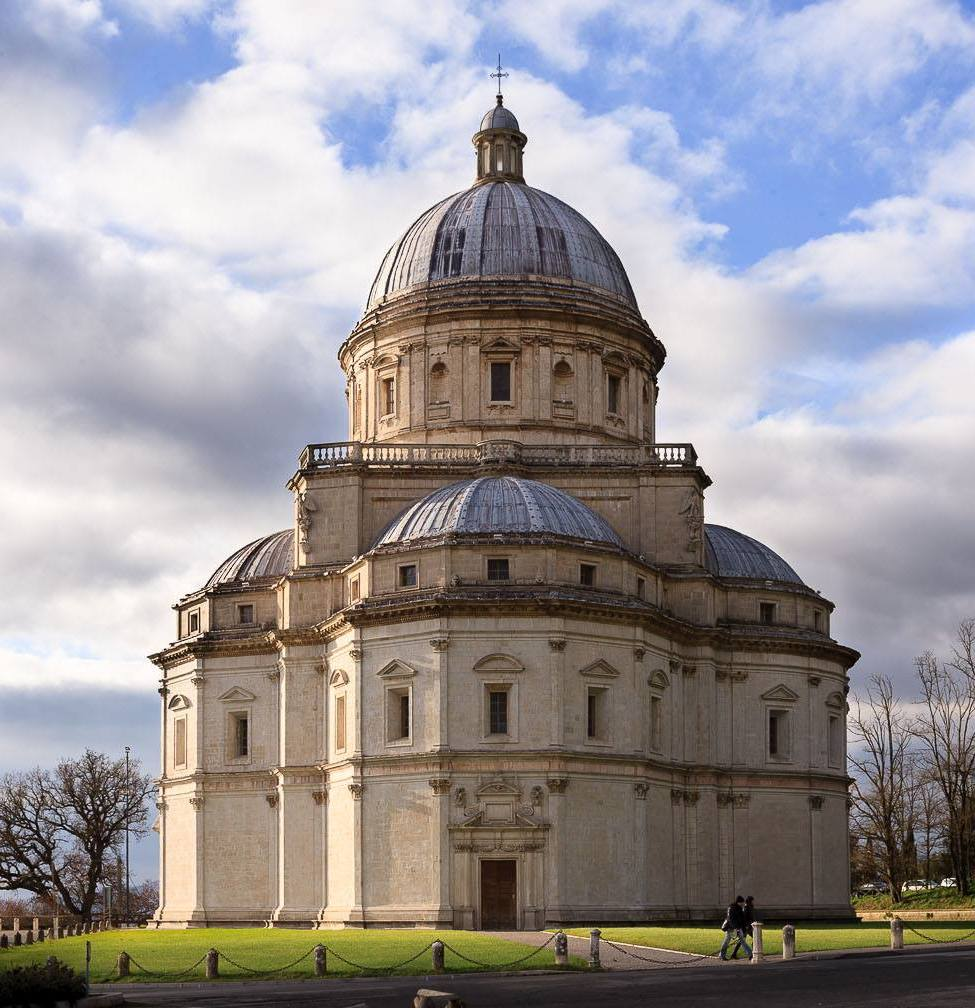
Vooraanzicht
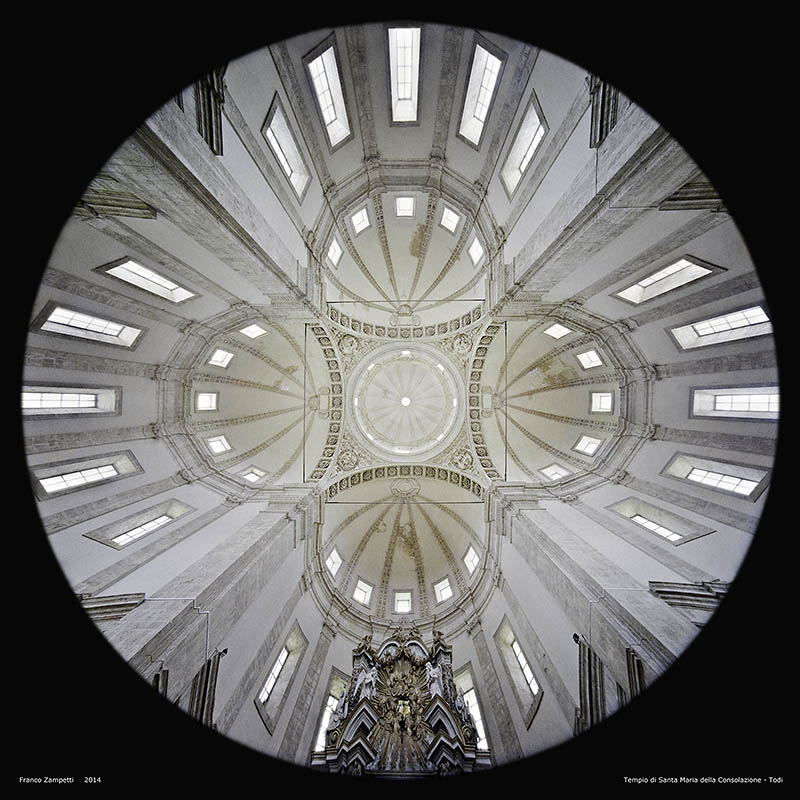
Visoogzicht van het plafond
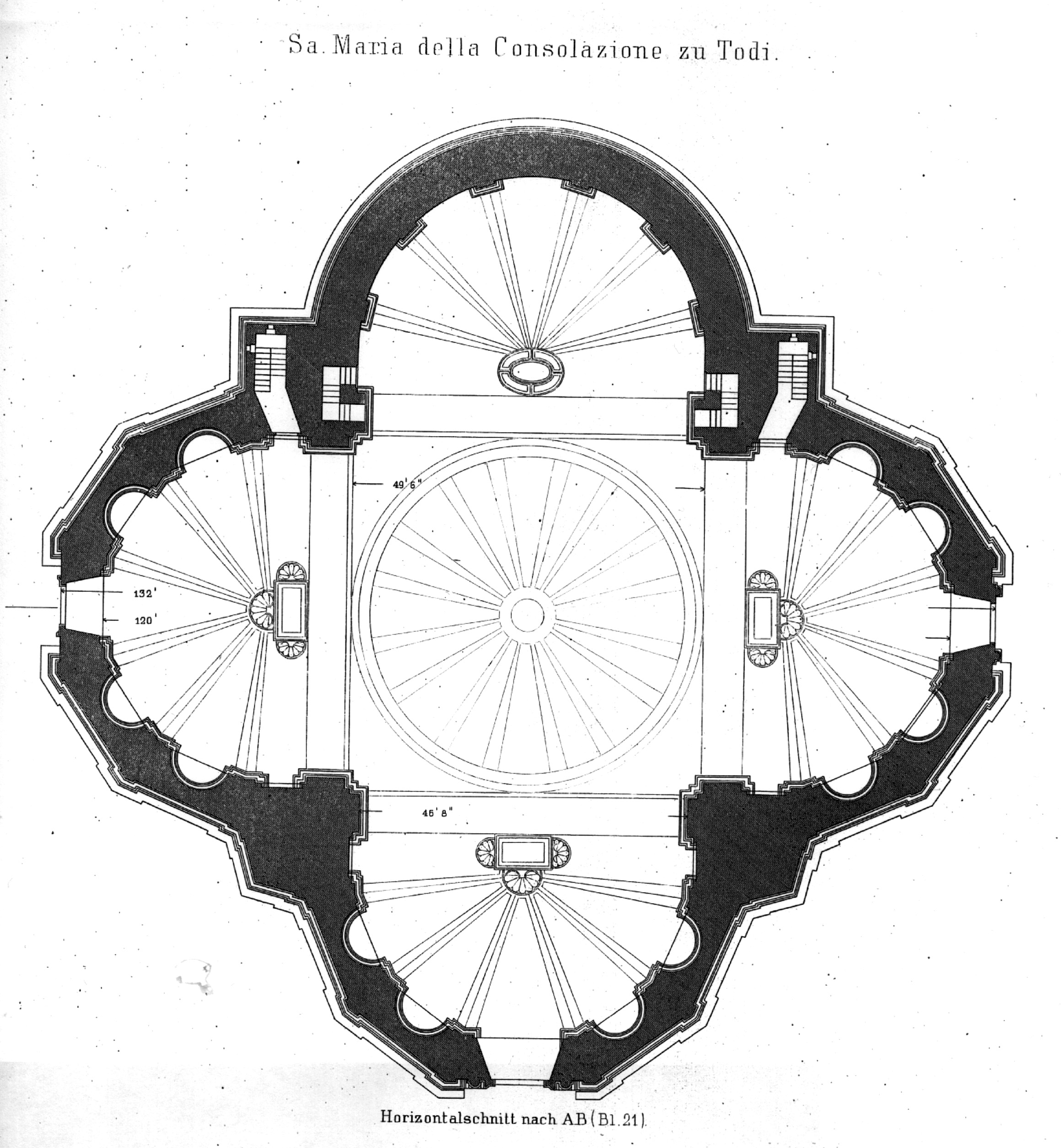
Plattegrond
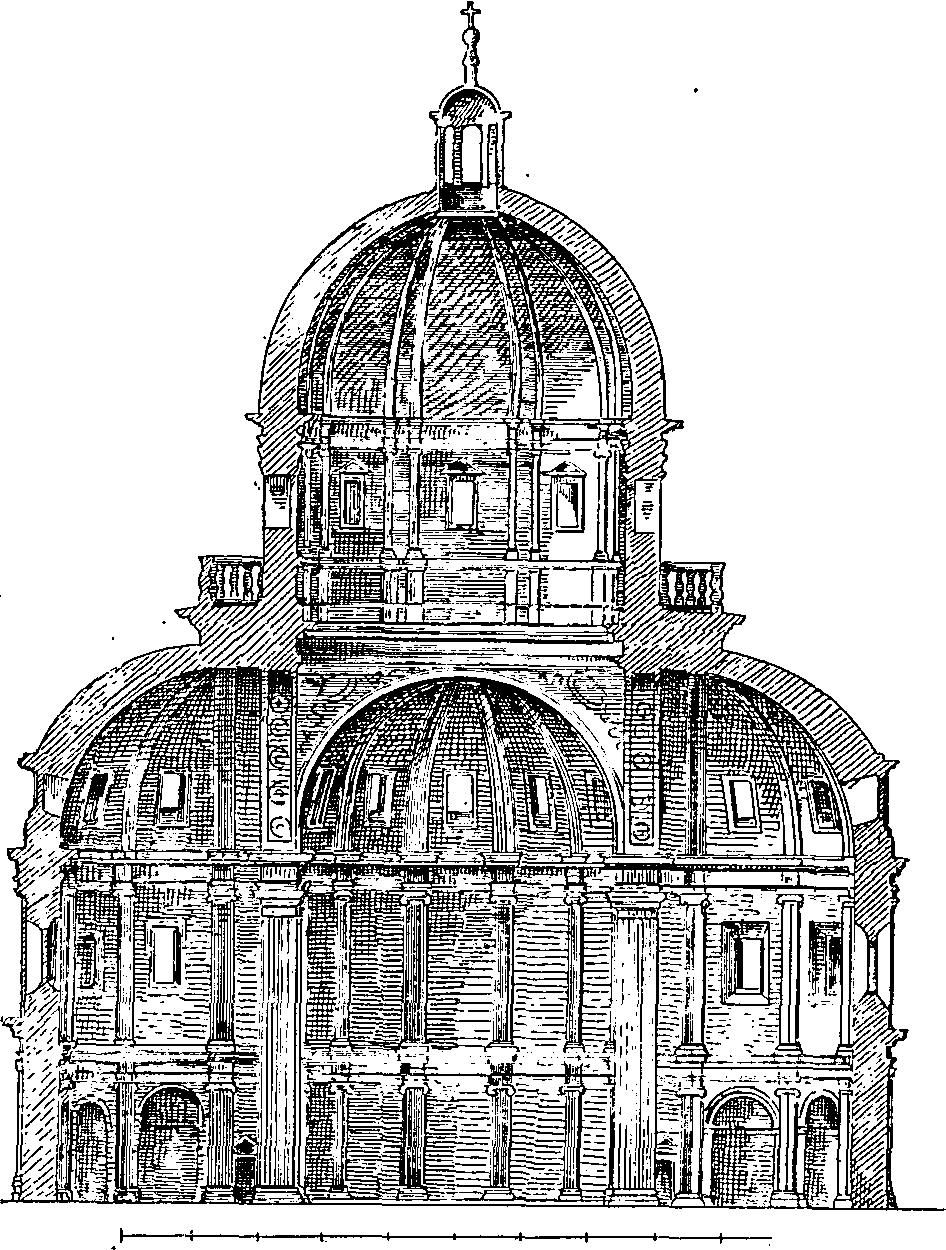
Dwarsdoorsnede
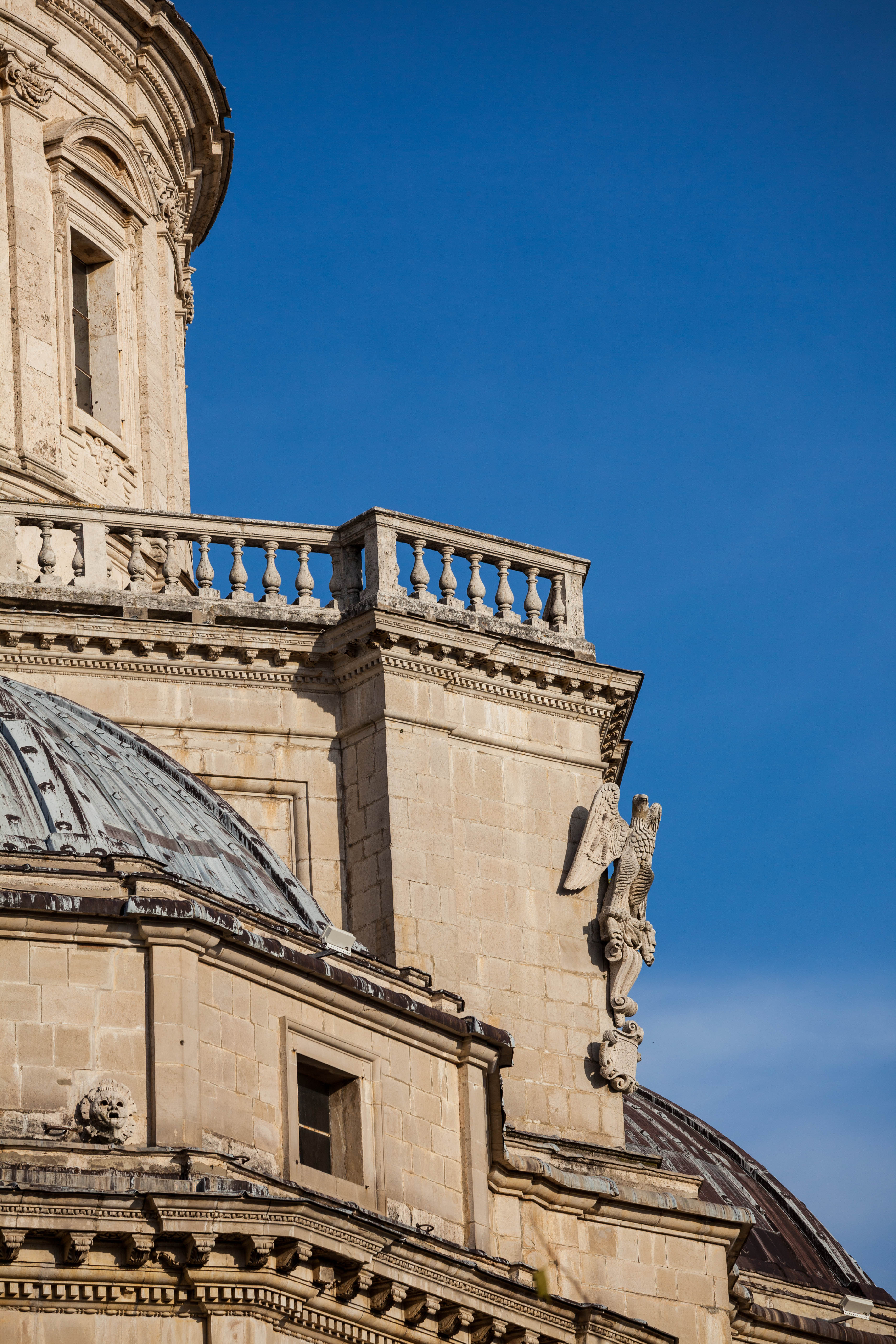
Terras met adelaar (detail)

## Interieur

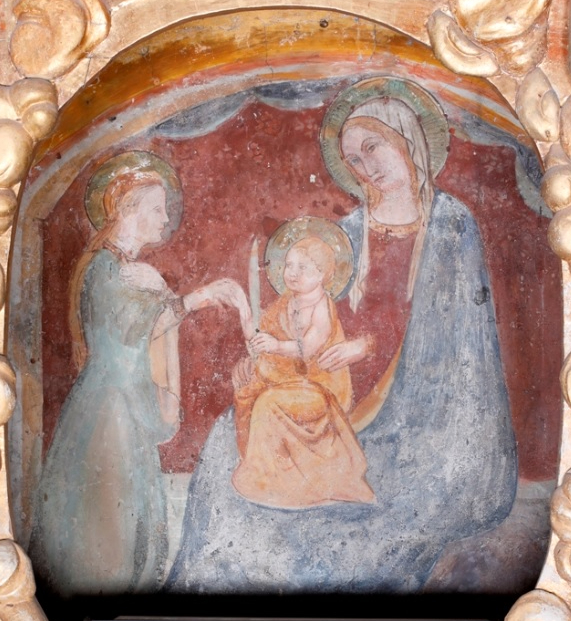
Madonna met Kind en mystiek huwelijk van Catharina van Alexandrië (fresco in het hoofdaltaar)

De binnenmuren zijn sober en ruw, zonder marmer of andere kostbare aankleding. Het barokke hoofdaltaar uit 1612 is ontworpen door Emanuel Cris, uitgevoerd door Angelo Pieri en gedecoreerd door Andrea Polinori. Het bevat centraal het vereerde Mariafresco: een mystiek huwelijk van Jezus met Catharina van Alexandrië. De nissen in de polygonale apsissen bevatten twaalf standbeelden van de apostelen. Bijzonder is ook een houten sculptuur die een zittende paus Martinus I voorstelt.

## Voetnoten
1. ↑  Battistoni 2012, p. 23
2. ↑  Battistoni 2012, p. 20
3. ↑  Kathryn Blair Moore, The Architecture of the Christian Holy Land. Reception from Late Antiquity through the Renaissance, 2017, p. 229